# Eon (rollspel)
Eon är ett svenskt fantasyrollspel som utspelar sig i spelvärlden Mundana. Det är jämte Drakar och Demoner det största svenska fantasyrollspelet. Eon är det största underforumet på rollspel.nu och har genererat cirka 10 000 trådar med totalt 120 000 inlägg under loppet av två decennier.
Första versionen av spelet släpptes 1996 och den senaste, fjärde utgåvan släpptes 2014. Spelet gavs mellan 1996 och 2014 ut av Neogames har sedan 2014 givits ut av Helmgast.

## Beskrivning
Reglerna påminner mycket om dem som används i Neogames andra rollspel Neotech och Viking. Sexsidiga tärningar används för framgångsslag och en hundrasidig tärning används för framslumpning av händelser. Spelet har hittills getts ut i fyra upplagor och mellan de tre första upplagorna gjordes inga omfattande revideringar av regelsystemet. Andra utgåvan var dessutom enbart en vidareutveckling där man lade till nya kapitel, men inte gjorde några omskrivningar av det tidigare materialet utöver korrekturläsning. Spelvärlden har inte heller förändradats i grunden, men mer information om den har släppts i form av tryckt material kallat moduler. Modulerna kan innehålla till exempel äventyrsscenarion, kampanjmaterial och böcker med regeltillägg. 
Eon är ett rollspel med spelledare som har ansvar att iscensätta spelvärlden och få den att reagera på spelarkaraktärernas handlingar. Spelledaren agerar också som den slutgiltiga uttolkaren av spelets regelsystem. Spelvärlden innehåller vanliga fantasyelement som alver, magi och drakar, vilket gör att sägas höra till genren High fantasy. Spelmaterialet bidrar dock ofta med de bakomliggande händelserna som gett upphov till olika myter och föreställningar i Mundana på ett avmystifierande sätt.
Fjärde utgåvan släpptes 2014 av Helmgast, med ett nytt regelsystem byggt från grunden, med inspiration av tidigare utgåvor men med en omvänd tärningsmekanik liknande den som användes i Stjärnornas krig - rollspelet.
Ett flertal romaner av bl.a. Andreas Roman och Dan Hörning har inspirerats av Eon.

## Utgivet material

### Första utgåvan
- Eon (1996) - Grundregler
- Eon Deluxe (1997) - Deluxeutgåvan av grundreglerna
- Monster & varelser (1997[10])
- Alver: Förbannelsens folk (1997)
- Jarla: Äventyr och stadskampanj (1997)
- Mundanda (1997[11])
- Dvärgar: stenens söner (1998[12])
- Mystik & Magi (1998[13])
- Krigarens väg (1998[14])
- Asharien & Soldarn (1998[15])
- Sorgernas brunn (1998[16])
- Religioner: gudarnas kamp (1999[17])
- Tiraker: mörkrets döttrar (1999[18])
- Consaber (2000[19])

### Andra utgåvan
- Eon II (2000[20])
- Eon II Deluxe (2000[20])
- Spelarens handbok (2000[21])
- Legender & Hemligheter (2001)
- De fördömdas sista hopp (2001)
- Regnsynd (2002)
- Eon II Deluxe (2002)
- Riddaren (2002[22])
- Vandöda & Nekromanti (2002[23])
- Geografica Mundana (2002[24])
- Atlasboxen (2003) - En box innehållandes Geografica Mundana, Encyklopedia Mundana samt Fjärran riken[25]
- Encyklopedia Mundana (2003[26])
- Fjärran riken (2003[27])
- Vapenmästaren (2003[28])
- Sjöfarare & Pirater (2003[29])
- Monster i Mundana (2003[30])
- Barbarer & människofolk (2004[31])
- Cirefalier (2004[32])
- Diamantäpplet (2004[33])  - Äventyr och del 1 i serien Sylfens vrede
- Drakar (2004[34])

### Tredje utgåvan
- Eon III (2004)
- Spelarens bok (2004[35])
- Spelledarens guide (2004[36])
- Thalamur (2006[37])
- Krigsherren (2006[38])
- Bestialiska folk (2006[39])
- Katres gåtor (2006[39]) - Äventyr och del 2 i seien Sylfens vrede
- Av blod komna (2007[40]) - Äventyr och del 3 i seien Sylfens vrede
- Misslor (2008[41]) - En kampanjmodul som beskriver det säregna folket Misslor.
- Alver: Sångarens ätt (2009[42]) - En kampanjmodul som beskriver Alver i Eons värld. Ersätter Alver: Förbannelsens folk.

### Fjärde utgåvan
Från fjärde utgåvan ges Eon ut av Helmgast.
- Eon IV (2014) - Kom i fem olika utgåvor specifikt för gräsrotskampanjen: Grundutgåvan, helgonutgåvan (200 ex), helmgastutgåvan (100 ex), mörkerherreutgåvan (8 ex), Xinu-utgåvan (1 ex)
- Äventyrarens handbok (2014) - Spelarsupplement, exklusivt för gräsrotskampanjen för Eon IV
- Codex Mundana (2014) - Kampanjmaterial, exklusivt för gräsrotskampanjen för Eon IV
- Ödesväven (2015[43]) - Äventyr och del 4 i serien Sylfens vrede
- Äventyrets väg (2016[44])
- Damarien (2017[45]) - En modul som beskriver Damarien. Finansierades via kickstarter[46]
- Strid - kalla sinnen och härdat stål (2019[47]) - Regelmodul som expanderar stridsreglerna i Eon IV. Finansierades via kickstarter[48]
- Magi - den förbjudna konsten (2019[49]) - Spelsupplement för utökade magiregler. Utgivningen (tillsammans med de fem första aspektböckerna) gräsrotsfinansierades via kickstarter och drog in cirka 400 000 kr[50]
- Aspektbok - Biotropi (2019[51]) - Besvärjelsebok för biotropisk magi (liv)
- Aspektbok - Geotropi (2019[52]) - Besvärjelsebok för geotropisk magi (sten)
- Aspektbok - Heliotropi (2019[53]) - Besvärjelsebok för heliotropisk magi (solen)
- Aspektbok - Kosmotropi (2019[54]) - Besvärjelsebok för kosmotropisk magi (rymden)
- Aspektbok - Pyrotropi (2019[55]) - Besvärjelsebok för pyrotropisk magi (eld)
- Genom vind och glas (2020[56]) - Samlingsvolym för de första fyra delarna av kampanjen Sylfens vrede
- Ur stoft och sot (2020[57]) - Den femte och sista delen av kampanjen Sylfens vrede.